# Quiz aux travaux forcés
Quiz aux travaux forcés (Quiz all'ergastolo) est une nouvelle de Dino Buzzati, incluse dans le recueil Le K publié en 1966.

## Résumé
Le récit se déroule dans une prison qui connaît une règle de fonctionnement singulier : chaque prisonnier qui franchit la porte sait qu'il aura un jour l'occasion de plaider sa cause devant la foule des habitants de la ville pour être libéré. Emmené au balcon d'une fenêtre de la prison, chaque prisonnier a une chance, et une seule, de gagner sa liberté. Le jury est la foule : si elle applaudit au discours du condamné, celui-ci est libéré sur le champ ; si elle le hue ou le conspue, il retourne en cellule purger sa peine. La parution devant ce jury peut survenir à chaque instant : pour certains dès leur entrée, d'autres attendant plusieurs années. Le plus souvent, une cruelle désillusion attend les détenus qui comparaissent : la plupart sont hués par une foule hargneuse qui jouit de son pouvoir et que rien ne peut émouvoir, ni les pleurs, ni la raison, ni les supplications.
Alors que vient son tour de passer devant cet impitoyable jury, l'un des prisonniers pense avoir trouvé la parade pour éviter d'être reconduit dans sa cellule. Il explique à la foule qu'il veut rester en prison, car il est nourri, logé et blanchi à ne rien faire. Il déclare aussi que, la nuit, quand la solitude lui pèse, il passe par un tunnel pour rejoindre une jeune femme chez elle et revient à la prison à l'aube. Il assure la foule qu'il ne vient devant le jury que contraint et forcé parce que c'est son tour, mais qu'il ne désire pas être libéré. Alors qu'il s'apprête à regagner sa cellule, quelqu'un s'écrie dans la foule : « Ah, non, ce serait trop facile ! ». Et la foule applaudit.